# Heatherhouse

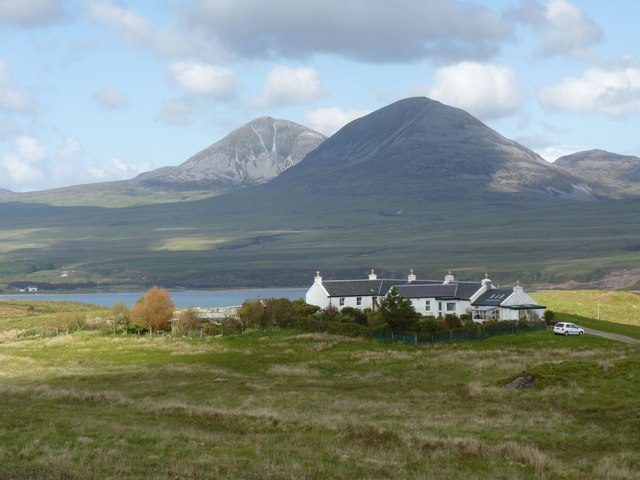
Heatherhouse

Als Heatherhouse (deutsch Heidehaus) wird eine Reihe von vier Gebäuden in der kleinen Ortschaft Caol Ila auf der schottischen Hebrideninsel Islay. Die Gebäude liegen isoliert in der Streusiedlung wenige hundert Meter nördlich der A846. 1971 wurden sie in die schottischen Denkmallisten in der Kategorie B eingetragen.

## Beschreibung
Der exakte Bauzeitpunkt der Gebäude ist nicht verzeichnet. Die eingeschossigen Häuser wurden in geschlossener Bauweise aus Bruchstein gebaut. Sie sind verputzt und gekalkt und schließen jeweils mit Satteldächern ab. Die beiden äußeren Gebäude besaßen hierbei strohgedeckte Dächer, wie es in den Highlands, nicht jedoch auf Islay üblich ist, während die beiden mittleren Häuser im traditionellen Stil Islays mit Schieferdeckung ausgeführt sind.